# René Botteron
René "Bobo" Botteron (17 d'octubre 1954 a Glaris) és un exfutbolista suís que jugava com a defensa.
Botteron defensà els colors de diversos clubs a Suïssa, Alemanya i Bèlgica durant els 1970 i 1980.
Començà la seva carrera al FC Zürich el 1972 amb qui guanyà tres lligues i tres copes. El 1980 s'uní a l'1. FC Köln on fou company de Dieter Müller, Bernd Schuster, Tony Woodcock, Rainer Bonhof, Bernhard Cullmann, Klaus Fischer, Klaus Allofs i Stephan Engels. Tingué una breu estada a l'Standard Liège el 1982, club el qual ajudà a arribar a la final de la Recopa d'Europa, però hi fou derrotat pel FC Barcelona per 2-1 al Camp Nou. Posteriorment va signar contracte amb el 1. FC Nuremberg. El 1983 retornà a Suïssa on jugà amb el FC Basel i es retirà el 1987.
També defensà els colors de la selecció suïssa, amb la qual disputà 65 partits entre 1974 i 1982, sense arribar a diputar cap gran competició.

## Palmarès
Zürich
- Lliga suïssa de futbol: 1974, 1975, 1976
- Copa suïssa de futbol: 1972, 1973, 1976

Köln
- Lliga alemanya de futbol Finalista: 1982
- Copa alemanya de futbol Finalista: 1980
- Trofeu Joan Gamper: 1981

Standard Liège
- Recopa d'Europa de futbol Finalista: 1982

Basel
- Uhren Cup: 1983, 1986